# Кременецька міська територіальна громада
Кременецька міська громада — територіальна громада в Україні, в Кременецькому районі Тернопільської области. Адміністративний центр — м. Кременець.
Площа громади — 527,0 км², населення — 42 405 осіб (2020).
Утворена 2020 року.
19 липня 2020 року, в результаті адміністративно-територіальної реформи та ліквідації Кременецького району, громада увійшла до складу новоутвореного Кременецького району.

## Населені пункти
У склад громади входить 1 місто (Кременець) і 43 села:
- Білокриниця
- Андруга
- Веселівка
- Лішня
- Великі Бережці
- Іква
- Малі Бережці
- Хотівка
- Великі Млинівці
- Підлісці
- Гаї
- Града
- Діброва
- Кімната
- Горинка
- Духів
- Кушлин
- Дунаїв
- Богданівка
- Куликів
- Савчиці
- Жолоби
- Катеринівка
- Рибча
- Іванківці
- Колосова
- Двірець
- Рудка
- Крижі
- Плоске
- Підлісне
- Попівці
- Весела
- Новий Кокорів
- Старий Кокорів
- Сапанів
- Чугалі
- Бонівка
- Зеблази
- Шпиколоси
- Підгайці
- Вербиця
- Кудлаївка

## Старостинські округи
- Білокриницький (села Білокриниця, Андруга, Веселівка, Лішня, Сапанів)
- Великобережецький (села Іква, Хотівка, Великі Бережці, Малі Бережці)
- Великомлинівецький (села Великі Млинівці, Підлісці, Жолоби)
- Гаївський (села Гаї, Града, Кімната, Крижі, Мисики)
- Горинський (села Горинка, Кушлин, Духів, Шпиколоси)
- Дунаївський (села Діброва, Дунаїв, Богданівка, Куликів, Савчиці, Попівці, Весела, Новий Кокорів, Старий Кокорів, Колосова, Двірець, Рудка)
- Катеринівський (села Катеринівка, Рибча, Іванківці, Підгайці, Вербиця, Кудлаївка)
- Чугалівський (села Чугалі, Бонівка, Зеблази, Плоске, Підлісне)[3]